# Kostel svatého Jeronýma od Křesťanské lásky
Kostel svatého Jeronýma od Křesťanské lásky (italsky San Girolamo della Carità) je římský titulární kostel v rione Regola, na via di Monserrato, nedaleko paláce Farnese.

## Historie
Dle legendy byl založen ve 4. století na místě, kde pobýval svatý Jeroným. V roce 1654 ho rekonstruoval Domenico Castelli. V připojeném konventu žil Filip Neri.

## Popis
Fasádu kostela vytvořil Carlo Rainaldi (1660). Interiér je tvořen jednou lodí s bohatě vyřezávaným dřevěným stropem. Kaple Spada, dílo Virgilia Spady, byla postavena ve spolupráci s Borrominim a bohatě vyzdobena jaspisem a mramorem.
Nad hlavním oltářem, který navrhl Carlo Rainaldi, je obraz Poslední přijímání sv. Jeronýma od Domenichina, kopie slavného obrazu Agostina Carracciho. Kaple Antamori (1708), jediná římská práce Filippa Juvarry, uchovává mramorovou sochu Filipa Neriho od Legrose.